# Lipinia leptosoma
Lipinia leptosoma är en ödleart som beskrevs av  Brown och FEHLMANN 1958. Lipinia leptosoma ingår i släktet Lipinia och familjen skinkar. IUCN kategoriserar arten globalt som nära hotad. Inga underarter finns listade i Catalogue of Life.